# Astroceras
Astroceras is een geslacht van slangsterren uit de familie Euryalidae. De wetenschappelijke naam van het geslacht werd in 1879 voorgesteld door Theodore Lyman.

## Soorten
- Astroceras annulatum Mortensen, 1933
- Astroceras aurantiacum Stöhr, 2011
- Astroceras calix Murakami, 1944
- Astroceras compar Koehler, 1904
- Astroceras compressum Döderlein, 1927
- Astroceras coniunctum Murakami, 1944
- Astroceras elegans (Bell, 1917)
- Astroceras kermadecensis Baker, 1980
- Astroceras mammosum Koehler, 1930
- Astroceras nodosum Koehler, 1930
- Astroceras paucispinum Murakami, 1944
- Astroceras pergamenum Lyman, 1879
- Astroceras pleiades Baker, 1980
- Astroceras spinigerum Mortensen, 1933

- Astroceras gemmiferum Mortensen, 1933 = Astroceras annulatum Mortensen, 1933
- Astroceras maui McKnight, 1968 = Astroceras elegans (Bell, 1917)
- Astroceras pergamena Matsumoto, 1917 non Lyman, 1879 = Astroceras annulatum Mortensen, 1933
- Astroceras pergamena Lyman, 1879 = Astroceras pergamenum Lyman, 1879
- Astroceras verrucosum Koehler, 1930 = Astroceras compar Koehler, 1904